# Hapalla

Hapalla nell'Anatolia centro-occidentale

Hapalla (o Haballa) fu un regno dell'Anatolia centro-occidentale del XIV secolo a.C. Abitato da genti di stirpe luvia, Hapalla fu il più orientale dei regni dell'area di Arzawa e perciò il più vicino all'impero ittita, di cui fu vassallo praticamente per tutta la durata della sua storia.

## Storia
Nato probabilmente dalla suddivisione in piccole entità politiche dello Stato di Arzawa, operata attorno al 1340 a.C. dal re ittita Šuppiluliuma I (anche se forse preesistente nel XV secolo, dal momento che il territorio di Arzawa si caratterizzava per la presenza di piccole entità politiche, tendenti a confederarsi occasionalmente ) il regno di Hapalla perdurò fino all'invasione dei Popoli del Mare, che spazzò via buona parte dei regni del Vicino Oriente Antico attorno al 1180 a.C.
Fu uno dei cinque regni componenti il complesso di Arzawa, insieme a Wilusa, Terra del fiume Seha, Mira e la zona attorno alla città di Apasa, che gli studiosi chiamano Arzawa Minor.
Esso confinava ad ovest con Mira, ad est con le Terre Basse ittite, ed a sudest con il regno ittita della capitale secondaria Tarhuntassa, risultando così posizionato a nordovest dell'attuale città di Konya. Proprio per la sua posizione così vicina al centro dell'impero, fu oggetto di particolari attenzioni da parte degli Ittiti, che lo considerarono come una zona cuscinetto con l'area di Arzawa. 
Le notizie relative a questo regno sono scarse e tutte di fonte ittita. Tudhaliya I/II, che alla fine del XV secolo aveva invaso l'ovest anatolico limitandosi ad un blando vassallaggio della zona, vi stabilì, unica eccezione, un più stretto controllo diretto .
La seconda notizia è quella di una rivolta del regno di Hapalla al sovrano ittita Arnuwanda I (1385-80 a.C. ca.). Il sovrano inviò un proprio vassallo a pacificare l'area, Madduwatta di Zippasla, il quale invase e conquistò Hapalla, ma anziché restituirla ad Arnuwanda, l'aggiunse ai propri possedimenti nell'Anatolia occidentale. Di fronte alle proteste del sovrano ittita Madduwatta si piegò, e Hapalla tornò ad essere tributario di Ḫattuša.
Un'ulteriore menzione nei testi ittiti narra dell'invasione del regno da parte di Šuppiluliuma I (1345 a.C. ca.) dopo il periodo durante il quale le forze di Arzawa di Tarhuna-Radu avevano scalzato gli Ittiti dal ruolo egemone in Anatolia. Le truppe ittite iniziarono la riconquista dell'area di Arzawa invadendo il regno di Hapalla: la città fu saccheggiata e data alle fiamme e gli abitanti deportati in massa.
Il primo sovrano noto del regno di Hapalla fu Targasnalli che, dopo il fallimento della rivolta del re di Arzawa Minor Uhha-Ziti contro il sovrano ittita Muršili II (1319 a.C.), accettò di sottomettersi nuovamente all'autorità di Ḫattuša e quindi fu "...reinstallato sul trono di Hapalla dal sovrano ittita". Da un successivo trattato di Kupanta-Kurunta, si sa che Targasnalli regnava ancora attorno al 1310 a.C.
Non vi sono notizie di altre rivolte di Hapalla verso gli Ittiti probabilmente perché, essendo molto vicino al cuore dell'impero, su questo regno venne esercitato un controllo più stretto che sul resto dell'area di Arzawa.
Il nome di un altro sovrano di Hapalla, Ura-Hattusa, viene citato nel Trattato di Alaksandu del 1280, dove il sovrano ittita Muwatalli II, elenca i quattro sovrani dei regni Arzawa superstiti (Arzawa Minor era già stato inglobato dal regno di Mira): tra questi cita appunto il re di Hapalla, Ura-Hattusa, di cui non sappiamo se fosse un discendente di Targasnalli.
Nei testi ittiti non vi sono altri riferimenti rilevanti al regno di Hapalla.
È ormai ritenuto certo dagli studiosi che verso la fine dell'impero ittita (1230-25 a.C. ca.), il re Tudhaliya IV avesse istituito il regno di Mira come supervisore regionale dell'area di Arzawa. Hapalla, dunque, divenne verosimilmente soggetto a questo regno oltre che agli Ittiti.